# Ève Curie
Ève Denise Curie Labouisse (Parijs, 6 december 1904 – New York, 22 oktober 2007) was een Franse schrijfster, journaliste en concertpianiste.
Ze was een dochter van Marie en Pierre Curie. Als uitzondering in de familie Curie richtte Ève zich op talen en kunst. Ze schreef onder meer een biografie over haar moeder, getiteld Madame Curie (1937), die een bestseller werd. In 1940 vluchtte ze voor de Duitse invasie naar Londen. Ze werkte voor de Verenigde Naties onder meer als speciale adviseur van de secretaris. Ze was getrouwd met de directeur van UNRWA, Henry Labouisse.
Op 13 juli 2005 werd Ève, als 100-jarige, door de Franse overheid vanwege haar vele werk op humanitair gebied onderscheiden met een benoeming in het Legioen van Eer. In 2007 overleed ze op 102-jarige leeftijd. Daarmee overleefde ze haar vader meer dan een eeuw.
|                               |                               |                               |                               |                               |                               |                             |                             | Pierre Curie fysicus        | Pierre Curie fysicus        | Pierre Curie fysicus       | Pierre Curie fysicus       | Pierre Curie fysicus       | Pierre Curie fysicus       |  |  | Marie Curie-Skłodowska fysicus, chemicus | Marie Curie-Skłodowska fysicus, chemicus | Marie Curie-Skłodowska fysicus, chemicus | Marie Curie-Skłodowska fysicus, chemicus | Marie Curie-Skłodowska fysicus, chemicus | Marie Curie-Skłodowska fysicus, chemicus | ←vermoeden van relatie→ | ←vermoeden van relatie→ | ←vermoeden van relatie→               | ←vermoeden van relatie→               | ←vermoeden van relatie→               | ←vermoeden van relatie→               | Paul Langevin fysicus                 | Paul Langevin fysicus                 | Paul Langevin fysicus | Paul Langevin fysicus | Paul Langevin fysicus | Paul Langevin fysicus |                       |                       | Jeanne Desfosses      | Jeanne Desfosses      | Jeanne Desfosses | Jeanne Desfosses | Jeanne Desfosses                        | Jeanne Desfosses                        |                                         |                                         |                                         |                                         |  |  |  |  |
|                               |                               |                               |                               |                               |                               |                             |                             | Pierre Curie fysicus        | Pierre Curie fysicus        | Pierre Curie fysicus       | Pierre Curie fysicus       | Pierre Curie fysicus       | Pierre Curie fysicus       |  |  | Marie Curie-Skłodowska fysicus, chemicus | Marie Curie-Skłodowska fysicus, chemicus | Marie Curie-Skłodowska fysicus, chemicus | Marie Curie-Skłodowska fysicus, chemicus | Marie Curie-Skłodowska fysicus, chemicus | Marie Curie-Skłodowska fysicus, chemicus | ←vermoeden van relatie→ | ←vermoeden van relatie→ | ←vermoeden van relatie→               | ←vermoeden van relatie→               | ←vermoeden van relatie→               | ←vermoeden van relatie→               | Paul Langevin fysicus                 | Paul Langevin fysicus                 | Paul Langevin fysicus | Paul Langevin fysicus | Paul Langevin fysicus | Paul Langevin fysicus |                       |                       | Jeanne Desfosses      | Jeanne Desfosses      | Jeanne Desfosses | Jeanne Desfosses | Jeanne Desfosses                        | Jeanne Desfosses                        |                                         |                                         |                                         |                                         |  |  |  |  |
|                               |                               |                               |                               |                               |                               |                             |                             |                             |                             |                            |                            |                            |                            |  |  |                                          |                                          |                                          |                                          |                                          |                                          |                         |                         |                                       |                                       |                                       |                                       |                                       |                                       |                       |                       |                       |                       |                       |                       |                       |                       |                  |                  |                                         |                                         |                                         |                                         |                                         |                                         |  |  |  |  |
|                               |                               |                               |                               |                               |                               |                             |                             |                             |                             |                            |                            |                            |                            |  |  |                                          |                                          |                                          |                                          |                                          |                                          |                         |                         |                                       |                                       |                                       |                                       |                                       |                                       |                       |                       |                       |                       |                       |                       |                       |                       |                  |                  |                                         |                                         |                                         |                                         |                                         |                                         |  |  |  |  |
| Frédéric Joliot-Curie fysicus | Frédéric Joliot-Curie fysicus | Frédéric Joliot-Curie fysicus | Frédéric Joliot-Curie fysicus | Frédéric Joliot-Curie fysicus | Frédéric Joliot-Curie fysicus |                             |                             | Irène Joliot-Curie fysicus  | Irène Joliot-Curie fysicus  | Irène Joliot-Curie fysicus | Irène Joliot-Curie fysicus | Irène Joliot-Curie fysicus | Irène Joliot-Curie fysicus |  |  | Ève Curie schrijfster, pianiste          | Ève Curie schrijfster, pianiste          | Ève Curie schrijfster, pianiste          | Ève Curie schrijfster, pianiste          | Ève Curie schrijfster, pianiste          | Ève Curie schrijfster, pianiste          |                         |                         | Henry Labouisse, directeur van UNICEF | Henry Labouisse, directeur van UNICEF | Henry Labouisse, directeur van UNICEF | Henry Labouisse, directeur van UNICEF | Henry Labouisse, directeur van UNICEF | Henry Labouisse, directeur van UNICEF |                       |                       | Jean Langevin fysicus | Jean Langevin fysicus | Jean Langevin fysicus | Jean Langevin fysicus | Jean Langevin fysicus | Jean Langevin fysicus |                  |                  | André Langevin fysicus                  | André Langevin fysicus                  | André Langevin fysicus                  | André Langevin fysicus                  | André Langevin fysicus                  | André Langevin fysicus                  |  |  |  |  |
| Frédéric Joliot-Curie fysicus | Frédéric Joliot-Curie fysicus | Frédéric Joliot-Curie fysicus | Frédéric Joliot-Curie fysicus | Frédéric Joliot-Curie fysicus | Frédéric Joliot-Curie fysicus |                             |                             | Irène Joliot-Curie fysicus  | Irène Joliot-Curie fysicus  | Irène Joliot-Curie fysicus | Irène Joliot-Curie fysicus | Irène Joliot-Curie fysicus | Irène Joliot-Curie fysicus |  |  | Ève Curie schrijfster, pianiste          | Ève Curie schrijfster, pianiste          | Ève Curie schrijfster, pianiste          | Ève Curie schrijfster, pianiste          | Ève Curie schrijfster, pianiste          | Ève Curie schrijfster, pianiste          |                         |                         | Henry Labouisse, directeur van UNICEF | Henry Labouisse, directeur van UNICEF | Henry Labouisse, directeur van UNICEF | Henry Labouisse, directeur van UNICEF | Henry Labouisse, directeur van UNICEF | Henry Labouisse, directeur van UNICEF |                       |                       | Jean Langevin fysicus | Jean Langevin fysicus | Jean Langevin fysicus | Jean Langevin fysicus | Jean Langevin fysicus | Jean Langevin fysicus |                  |                  | André Langevin fysicus                  | André Langevin fysicus                  | André Langevin fysicus                  | André Langevin fysicus                  | André Langevin fysicus                  | André Langevin fysicus                  |  |  |  |  |
|                               |                               |                               |                               |                               |                               |                             |                             |                             |                             |                            |                            |                            |                            |  |  |                                          |                                          |                                          |                                          |                                          |                                          |                         |                         |                                       |                                       |                                       |                                       |                                       |                                       |                       |                       |                       |                       |                       |                       |                       |                       |                  |                  |                                         |                                         |                                         |                                         |                                         |                                         |  |  |  |  |
|                               |                               |                               |                               | Hélène Joliot-Curie fysicus   | Hélène Joliot-Curie fysicus   | Hélène Joliot-Curie fysicus | Hélène Joliot-Curie fysicus | Hélène Joliot-Curie fysicus | Hélène Joliot-Curie fysicus |                            |                            |                            |                            |  |  |                                          |                                          |                                          |                                          |                                          |                                          |                         |                         |                                       |                                       |                                       |                                       |                                       |                                       |                       |                       |                       |                       |                       |                       |                       |                       |                  |                  | Michel Langevin fysicus, verzetstrijder | Michel Langevin fysicus, verzetstrijder | Michel Langevin fysicus, verzetstrijder | Michel Langevin fysicus, verzetstrijder | Michel Langevin fysicus, verzetstrijder | Michel Langevin fysicus, verzetstrijder |  |  |  |  |
|                               |                               |                               |                               | Hélène Joliot-Curie fysicus   | Hélène Joliot-Curie fysicus   | Hélène Joliot-Curie fysicus | Hélène Joliot-Curie fysicus | Hélène Joliot-Curie fysicus | Hélène Joliot-Curie fysicus |                            |                            |                            |                            |  |  |                                          |                                          |                                          |                                          |                                          |                                          |                         |                         |                                       |                                       |                                       |                                       |                                       |                                       |                       |                       |                       |                       |                       |                       |                       |                       |                  |                  | Michel Langevin fysicus, verzetstrijder | Michel Langevin fysicus, verzetstrijder | Michel Langevin fysicus, verzetstrijder | Michel Langevin fysicus, verzetstrijder | Michel Langevin fysicus, verzetstrijder | Michel Langevin fysicus, verzetstrijder |  |  |  |  |
|                               |                               |                               |                               |                               |                               |                             |                             |                             |                             |                            |                            |                            |                            |  |  |                                          |                                          | Yves Langevin astrofysicus               |                                          |                                          |                                          |                         |                         |                                       |                                       |                                       |                                       |                                       |                                       |                       |                       |                       |                       |                       |                       |                       |                       |                  |                  |                                         |                                         |                                         |                                         |                                         |                                         |  |  |  |  |

## Publicaties
- 1937 Madame Curie, biografie over haar moeder
- 1943 Journey Among Warriors, verslag van haar oorlogservaringen

- Bibsys: 90193451
- Biblioteca Nacional de Chile: 000052456
- Biblioteca Nacional de España: XX872281
- Bibliothèque nationale de France: cb14009081q (data)
- Catàleg d'autoritats de noms i títols de Catalunya: 981058529697906706
- CiNii: DA01967620
- Digitale Bibliotheek voor de Nederlandse Letteren: curi004
- Gemeinsame Normdatei: 131488910
- International Standard Name Identifier: 0000 0000 8406 6787
- Library of Congress Control Number: n80038124
- Nationale Bibliotheek van Letland: 000009264
- Bibliotheek van het Japanse parlement: 00465157
- Nationale Bibliotheek van Tsjechië: mzk2002172116
- Nationale bibliotheek van Australië: 35032690
- Nationale Bibliotheek van Israël: 987007297796705171
- Nationale Bibliotheek van Polen: a0000002261326
- Nationale en Universitaire bibliotheek Zagreb: 000266033
- Nederlandse Thesaurus van Auteursnamen: 067650155
- Réseau des bibliothèques de Suisse occidentale: 02-A003147688
- Istituto Centrale per il Catalogo Unico: CFIV117757
- LIBRIS: 304444
- SNAC: w6m913sf
- Système universitaire de documentation: 032009836
- Trove: 805332
- Virtual International Authority File: 109378405
- WorldCat: E39PBJrGyXXgQxkk9PxxW8b8G3